# Ulupınar (Antalya)
Ulupınar (türkisch: große Quelle) ist ein Dorf in ländlich gebirgiger Umgebung am Fuße des Tahtaliberges (2220 m) im Landkreis Kemer der türkischen Provinz Antalya. Die Einwohnerzahl beträgt 1315 (Stand:2022).
Ulupınar ist ein bekanntes Forellenzuchtgebiet. Außerdem befinden sich dort viele Restaurants, die auf Forellen spezialisiert sind.
Der Lykische Fernwanderweg führt durch Ulupınar. Von hier aus kann man entweder über Beycik zum Thataliberg und weiter nach Antalya oder nach Çıralı über die Feuerfelder der Chimaira sowie Olympos bis nach Fethiye laufen. Beide Richtungen sind aber nur geübten Wanderern zu empfehlen.
Koordinaten: 36° 27′ N, 30° 26′ O